# موشات (آلاباما)
موشات (به انگلیسی: Moshat) یک منطقهٔ مسکونی در ایالات متحده آمریکا است که در شهرستان چروکی، آلاباما واقع شده‌است. موشات ۲۰۵٫۱۳ متر بالاتر از سطح دریا قرار دارد.